# باشگاه فوتبال اف سی آنیانگ
باشگاه فوتبال اف سی آنیانگ(به کره‌ای: FC 안양) یک باشگاه فوتبال در شهر آنیانگ، گیونگگی در کشور کره جنوبی می‌باشد که در کی لیگ چلنج بازی می‌کند.